# Міхама (Вакаяма)
Міхама (яп. 美浜町 , みはまちょう, міхама　тьо ) — містечко в Японії, у західній частині префектури Вакаяма.